# Mark Udall
Mark Emery Udall (Tucson (Arizona), 18 juli 1950) is een Amerikaans politicus van de Democratische Partij. Hij was senator voor Colorado van 2009 tot 2015 en daarvoor afgevaardigde voor het 2e district van diezelfde staat. In 2014 werd hij niet herkozen en in 2015 werd hij opgevolgd door de Republikein Cory Gardner.

## Persoonlijk
Udall werd geboren in een politiek nest. De vader van Udall was Morris Udall, een congreslid namens Arizona en kandidaat voor de Democratische presidentsnominatie in 1976. Zijn neef Tom Udall is een senator namens de staat New Mexico en zijn oom, Stewart Lee Udall, was in het verleden minister van Binnenlandse Zaken.
Hij studeerde af aan Williams College in 1972. Daarna werkte hij als instructeur en later directeur bij Colorado Outward Bound School. Deze school wil de sociale vaardigheden van deelnemers verbeteren door ze laten meedoen in outdoor-projecten, zoals survival. Zelf staat de senator bekend als een fervent bergbeklimmer. Zo heeft hij onder andere de Mount Everest beklommen.
In januari 2008 bekende Udall aan het Rocky Mountain News dat hij in 1972 schuldig bekend had op het bezit van marijuana en één jaar in de reclassering had gezeten.
Hij is getrouwd met Maggie Fox.

## Politieke carrière
Hij stelde zich voor de eerste keer verkiesbaar in 1997 voor het Huis van Afgevaardigden van de staat Colorado. Twee jaar later stelde hij zich al verkiesbaar voor het Huis van Afgevaardigden en versloeg in de voorverkiezingen de al 12 jaar zittende Afgevaardigde David Skaggs. Daarna wist hij ook zij Republikeinse tegenstander te verslaan.
In Washington D.C. zelf is Udall vooral bekend door de samenwerking die hij zoekt met de Republikeinen. Hij heeft zich onder andere ingezet voor het milieu en het stimuleren van de ontwikkeling van nieuwe brandstoffen. Daarnaast is hij een groot voorstander van de uitbreiding van de wapenindustrie, of sectoren die deze ondersteunen. Ook is hij een verklaard tegenstander van de Patriot Act. Vanaf het begin is hij een tegenstander van de oorlog in Irak geweest. Hij stemde eind 2008 tegen de 700 miljard dollar die beschikbaar werd gesteld om banken in financiële nood te redden.
Begin 2007 verklaarde zittend senator Wayne Allard dat hij zich niet meer verkiesbaar zou stellen. Udall wierp zich daarom op als de nieuwe Democratische kandidaat en wist de verkiezingen, in een felle campagne, te winnen.
- Library of Congress Control Number: no2013086958
- Biographical Directory of the United States Congress: U000038
- Virtual International Authority File: 305236793
- WorldCat: E39PBJxxcfPKmpCBB3YkHyxRrq